# یوتا مینامی
یوتا می‌نامی (انگلیسی: Yuta Minami؛ زادهٔ ۳۰ سپتامبر ۱۹۷۹) بازیکن فوتبال اهل ژاپن است.
از باشگاه‌هایی که در آن بازی کرده‌است می‌توان به باشگاه فوتبال یوکوهاما و باشگاه فوتبال کاشیوا ریسول اشاره کرد.
وی همچنین در تیم ملی فوتبال زیر ۲۰ سال ژاپن بازی کرده‌است.